# Championnats du monde juniors d'athlétisme 1992
Navigation
Édition précédente Édition suivante
Les 4es Championnats du monde juniors d'athlétisme ont eu lieu du 16 au 20 septembre 1992 au Stade olympique de Séoul, en Corée du Sud. Quarante-et-une épreuves figurent au programme (22 masculines et 19 féminines).

## Résultats

### Hommes
| Épreuves          | Or                                                                             | Argent                                                                         | Bronze                                                                           |
| 100 m             | Ato Boldon (TRI) 10 s 30                                                       | Darren Campbell (GBR) 10 s 46                                                  | Tony McCall (USA) 10 s 49                                                        |
| 200 m             | Ato Boldon (TRI) 20 s 63                                                       | Darren Campbell (GBR) 20 s 87                                                  | Glen Elferink (RSA) 21 s 00                                                      |
| 400 m             | Deon Minor (USA) 45 s 75                                                       | Rikard Rasmusson (SWE) 46 s 07                                                 | Francis Ogola (UGA) 46 s 16                                                      |
| 800 m             | Benson Koech (KEN) 1 min 44 s 77 CR                                            | Lee Jin-Il (KOR) 1 min 46 s 34                                                 | Brendan Hanigan (AUS) 1 min 47 s 26                                              |
| 1 500 m           | Atoi Boru (KEN) 3 min 37 s 94 CR                                               | Vénuste Niyongabo (BDI) 3 min 38 s 59                                          | Kevin Sullivan (CAN) 3 min 39 s 11                                               |
| 5 000 m           | Haile Gebrselassie (ETH) 13 min 36 s 06 CR                                     | Ismael Kirui (KEN) 13 min 36 s 11                                              | Hicham El Guerrouj (MAR) 13 min 46 s 79                                          |
| 10 000 m          | Haile Gebrselassie (ETH) 28 min 03 s 99 CR                                     | Josphat Ndeti (KEN) 28 min 46 s 95                                             | Yasuyuki Watanabe (JPN) 28 min 52 s 89                                           |
| 110 m haies       | Yevgeniy Pechonkin (EUN) 13 s 87                                               | Sven Göhler (GER) 13 s 98                                                      | Igor Pintusevich-Babichev (EUN) 14 s 08                                          |
| 400 m haies       | Ashraf Saber (ITA) 50 s 02                                                     | Sammy Biwot (KEN) 50 s 75                                                      | William Porter (USA) 51 s 37                                                     |
| 3 000 m steeple   | Mwangangi Muindi (KEN) 8 min 31 s 62                                           | Ayele Mezegebu (ETH) 8 min 32 s 43                                             | Stephen Chepseba (KEN) 8 min 32 s 48                                             |
| 10 km marche      | Jefferson Pérez (ECU) 40 min 42 s 66                                           | Jacek Müller (POL) 40 min 50 s 82                                              | Grzegorz Müller (POL) 41 min 12 s 28                                             |
| 4 × 100 m         | Royaume-Uni Allyn Condon Darren Campbell Jamie Baulch Jason Fergus 39 s 21     | États-Unis George Page Milton Mallard Tony McCall Curtis Johnson 39 s 59       | Nigeria Tony Ogbeta Deji Aliu Uche Olisa Paul Egonye 39 s 88                     |
| 4 × 400 m         | États-Unis William Porter Milton Mallard Regan Nichols Deon Minor 3 min 6 s 11 | Jamaïque Greg Haughton Edward Clarke Davian Clarke Carl McPherson 3 min 6 s 58 | Japon Hiroyuki Hayashi Tadashi Nishihata Tomonari Ono Takayuki Sudo 3 min 6 s 66 |
| Saut en hauteur   | Steve Smith (GBR) 2,37 m =CR                                                   | Tim Forsyth (AUS) 2,31 m                                                       | Takahiro Kimino (JPN) 2,29 m NJR                                                 |
| Triple saut       | Yoelbi Quesada (CUB) 17,04 m CR                                                | Osiris Mora (CUB) 17,03 m                                                      | Ndabazinhle Mdhlongwa (ZIM) 16,57 m                                              |
| Saut en longueur  | Neil Chance (USA) 7,89 m                                                       | Robert Thomas (USA) 7,84 m                                                     | Ivaylo Mladenov (BUL) 7,68 m                                                     |
| Saut à la perche  | Laurens Looije (NED) 5,45 m                                                    | Daniel Martí (ESP) 5,40 m                                                      | Okkert Brits (RSA) 5,40 m                                                        |
| Lancer du poids   | Yuriy Bilonoh (EUN) 18,46 m                                                    | Manuel Martínez (ESP) 18,14 m                                                  | Ralf Kahles (GER) 17,97 m                                                        |
| Lancer du disque  | Brian Milne (USA) 58,28 m                                                      | Frits Potgieter (RSA) 56,28 m                                                  | Marek Bílek (TCH) 54,86 m                                                        |
| Lancer du marteau | Vadim Grabovoy (EUN) 73,00 m CR                                                | Alberto Sánchez (CUB) 69,78 m                                                  | Andrey Yevgenyev (EUN) 69,24 m                                                   |
| Lancer du javelot | Aki Parviainen (FIN) 76,34 m                                                   | Boris Henry (GER) 76,04 m                                                      | Kostas Gatsioudis (GRE) 75,92 m                                                  |
| Décathlon         | Raúl Duany (CUB) 7 403 points                                                  | Bernhard Floder (GER) 7 397 points                                             | Remco van Veldhuizen (NED) 7 313 points                                          |

### Femmes
| Épreuves          | Or                                                                                          | Argent                                                                                 | Bronze                                                                            |
| 100 m             | Nikole Mitchell (JAM) 11 s 30                                                               | Jacqueline Poelman (NED) 11 s 44                                                       | Merlene Frazer (JAM) 11 s 49                                                      |
| 200 m             | Hu Ling (CHN) 23 s 14                                                                       | Cathy Freeman (AUS) 23 s 25                                                            | Merlene Frazer (JAM) 23 s 29                                                      |
| 400 m             | Magdalena Nedelcu (ROU) 51 s 84                                                             | Claudine Williams (JAM) 52 s 03                                                        | Ionela Tirlea (ROU) 52 s 13                                                       |
| 800 m             | Lü Yi (CHN) 2 min 02 s 91                                                                   | Chen Yumei (CHN) 2 min 03 s 14                                                         | Kati Kovacs (GER) 2 min 03 s 81                                                   |
| 1 500 m           | Liu Dong (CHN) 4 min 05 s 14 CR                                                             | Jackline Maranga (KEN) 4 min 08 s 79                                                   | Li Ying (CHN) 4 min 09 s 04                                                       |
| 3 000 m           | Zhang Linli (CHN) 8 min 46 s 86 CR                                                          | Gabriela Szabo (ROU) 8 min 48 s 28                                                     | Zhang Lirong (CHN) 8 min 48 s 45                                                  |
| 10 000 m          | Wang Junxia (CHN) 32 min 29 s 90                                                            | Gete Wami (ETH) 32 min 41 s 57                                                         | Sally Barsosio (KEN) 32 min 41 s 76                                               |
| 100 m haies       | Gillian Russell (JAM) 13 s 21                                                               | Damaris Anderson (CUB) 13 s 43                                                         | Svetlana Laukhova (EUN) 13 s 55                                                   |
| 400 m haies       | Georgeta Petra (ROU) 58 s 03                                                                | Erica Peterson (CAN) 58 s 09                                                           | Wynsome Cole (JAM) 58 s 15                                                        |
| 4 × 100 m         | Jamaïque Gillian Russell Merlene Frazer Michelle Christie Nikole Mitchell 43 s 96           | États-Unis Benita Kelley Zundra Feagin Lesa Parker Marion Jones 44 s 51                | Allemagne Katja Seidel Gabi Rockmeier Birgit Rockmeier Silke Lichtenhagen 44 s 52 |
| 4 × 400 m         | Roumanie Georgeta Petrea Mariana Florea Ionela Tirlea Maria Magdalena Nedelcu 3 min 31 s 57 | Jamaïque Debbie-Ann Parris Catherine Scott Ellen Grant Claudine Williams 3 min 32 s 68 | Allemagne Imke Koehler Wiebke Steffen Anita Oppong Silvia Steimle 3 min 32 s 72   |
| 5 km marche       | Gao Hongmiao (CHN) 21 min 20 s 03 CR                                                        | Jane Saville (AUS) 21 min 58 s 64                                                      | Mika Ikatura (JPN) 22 min 25 s 58                                                 |
| Saut en longueur  | Erica Johansson (SWE) 6,65 m                                                                | Nicole Devonish (CAN) 6,43 m                                                           | Yu Huaxiu (CHN) 6,26 m                                                            |
| Saut en hauteur   | Manuela Aigner (GER) 1,93 m                                                                 | Ina Gliznuta (EUN) Svetlana Zalevskaya (EUN) 1,88 m                                    |                                                                                   |
| Triple saut       | Anja Vokuhl (GER) 13,47 m                                                                   | Yamina Martínez (CUB) 13,42 m                                                          | Olena Hovorova (EUN) 13,29 m                                                      |
| Lancer du poids   | Wang Yawen (CHN) 18,05 m                                                                    | Zhang Zhiying (CHN) 18,03 m                                                            | Olga Ilyina (EUN) 17,20 m                                                         |
| Lancer du disque  | Bao Dongying (CHN) 58,34 m                                                                  | Zhang Cuilan (CHN) 57,10 m                                                             | Sabine Fried (GER) 53,94 m                                                        |
| Lancer du javelot | Claudia Isaila (ROU) 63,04 m                                                                | Yvonne Reichardt (GER) 61,48 m                                                         | Heli Tolkkinen (FIN) 60,12 m                                                      |
| Heptathlon        | Natalya Sazanovich (EUN) 6 038 points                                                       | Kathleen Gutjahr (GER) 5 668 points                                                    | Regla Cárdenas (CUB) 5 602 points                                                 |